# Yaesu
Yaesu (八重洲) est un quartier de l'arrondissement de Chūō à Tokyo. Ce quartier est situé au nord de Ginza, à l'ouest de Nihonbashi et de Kyōbashi, et à l'est de la gare de Tokyo. La sortie Yaesu, qui fait face à Nihonbashi, est récente et fournit un accès aux quais de la ligne Shinkansen.

## Histoire
Au XVIIe siècle, le shogun Tokugawa Ieyasu offre à l'aventurier hollandais Jan Joosten une maison dans cette partie d'Edo (ancien nom de Tokyo) en remerciement pour ses services rendus en tant que conseiller en politique étrangère. Le quartier est surnommé Yan Yosuten (prononciation japonaise de son nom), raccourci en Yayosu puis finalement en Yaesu. L'avenue Yaesu dispose d'un monument dédié à Jan Joosten sur lequel est également représenté le navire avec lequel il est arrivé au Japon, le Liefde (« Amour » en français).
Hiroshige, un des plus grands artistes de Ukiyo-e, est né dans ce quartier en 1797.

## Entreprises situées à Yaesu
- Asahi Mutual Life Insurance Company
- The Sumitomo Marine & Fire Insurance Co.
- L'entreprise de matériel radiophonique Yaesu était à son origine présente dans ce quartier.
- La succursale japonaise de la banque hollandaise ING.

## Transports ferroviaires

### Train
- Gare de Tokyo (Shinkansen, lignes Chūō, Keihin-Tōhoku, Keiyō, Sōbu, Yamanote, Yokosuka)

### Métro
- Station Kyōbashi (ligne Ginza)
- Station Nihombashi (lignes Ginza et Tōzai)
- Station Tokyo (ligne Marunouchi)